# 에디피시오 코로나
《에디피시오 코로나》(스페인어: Edificio Corona)는 2021년 방영된 칠레의 텔레노벨라이다.